# Saint-Étienne-Cantalès
Saint-Étienne-Cantalès település Franciaországban, Cantal megyében. Lakosainak száma 124 fő (2022. január 1.). Saint-Étienne-Cantalès Lacapelle-Viescamp, Laroquebrou, Nieudan, Saint-Gérons és Saint-Paul-des-Landes községekkel határos.

## Népesség
A település népessége az elmúlt években az alábbi módon változott:
| Lakosok száma | 221  | 172  | 188  | 138  | 138  | 135  | 132  | 133  | 130  | 124  |
|               | 1968 | 1982 | 1990 | 2006 | 2013 | 2015 | 2017 | 2019 | 2020 | 2022 |